# Austrofascism

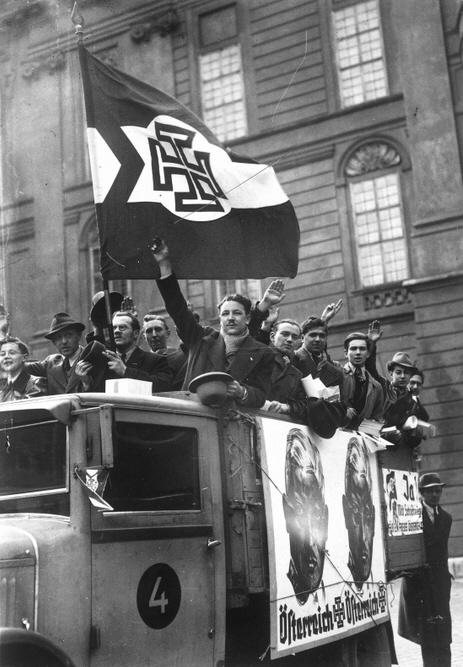
Anhängare till Fosterländska fronten i Österrike 1938.

Austrofascism beskriver det auktoritära styre som förekom i Österrike under perioden 1934–1938. Det baserades på det regerande partiet, Fosterländska fronten, och det paramilitära Heimwehr. Engelbert Dollfuß ledde landet fram till att han mördades av nazister i ett kuppförsök (Juliputsch) 1934. Han efterträddes av Kurt Schuschnigg, som störtades vid austrofascismens fall i samband med Anschluss, Tysklands annektering av Österrike i mars 1938.

## Bakgrund
Austrofascismen var delvis inspirerad av den italienska fascismen och politisk katolicism. Dess bas lades i Korneuburgprogrammet som utfärdades av högerextrema Heimatblock den 18 maj 1930. I praktiken innebar det att den demokratiska konstitutionen och parlamentarismen från mars 1933 till maj 1934 ersattes av ett auktoritärt system, en så kallad Ständestaat, där president och förbundskansler styrde i samråd genom dekret och genom ett icke-parlamentariskt tvåkammarparlament samt en rad korporativa, ej valda organ som representerade landets olika yrkesgrenar.
Bakgrunden till austrofascismen låg i 1920-talets ekonomiska och politiska instabilitet, som återuppstod efter 1929 med snabba regeringsbyten och recessioner samt minskat stöd för det dominerande kristligt-sociala partiet. 1933 utbröt en parlamentarisk kris för den bräckliga konservativa regeringen vilket dess ledare Dollfuß utnyttjade för att stänga parlamentet och försegla det med polistrupper inför kommande sessioner. Med stöd av president Wilhelm Miklas utfärdades dekret för landets styre som inte diskuterades i parlamentet, som i praktiken förlorade all makt. Dödsstöten kom i april 1934, då parlamentet, med större delen av oppositionen (nazister och socialister) frånvarande eller skrämd till tystnad, formellt överförde sina sista befogenheter till regeringen, som omedelbart lät utfärda en ny, korporativ och diktatorisk författning den 1 maj 1934.

## Styret 1934–1938
Regimen slog hårdhänt ned på all opposition och förbjöd nazismen efter maktövertagandet i slutet av januari 1933 och socialdemokratin efter gatustrider i februari 1934. Dödsstraff återinfördes för mord, mordbrand, vissa former av skadegörelse, senare även för uppvigling och innehav av sprängmedel. Genom att undergräva olika mekanismer som skulle betrygga rättssäkerheten försäkrade sig Dollfuß regim om extraordinära medel i kampen mot sina motståndare. Koncentrationsläger inrättades, främst för nazister och vänsteropposition. Trots det auktoritära styret fick och strävade aldrig regimen efter total kontroll över det österrikiska samhället och vid Dollfuß död 1934 hade den stöd av en majoritet av det österrikiska folket. Hotet från Nazityskland var en huvudorsak till detta passiva stöd. Straffkvoter infördes för resor mellan Tyskland och Österrike, medan kontakter knöts med Benito Mussolinis och Gyula Gömbös regeringar i Italien och Ungern.
Ställd inför de ekonomiska svårigheter som uppstått efter Wall Street-kraschen i oktober 1929 uppvisade regimen en tydligt konservativ profil och avskaffade en rad sociala förmåner som införts under mellankrigstiden, medan armén gavs ytterligare resurser. Gradvis eskalerade stödet för Adolf Hitlers löften om en stortysk, pangermansk revolution. Schuschniggs stöd från Mussolini, som givit Österrike säkerhetsgarantier i händelse av tysk invasion, drogs gradvis undan efter Abessinienkrisen, vilket innebar dödsstöten för Österrike som självständig nation. I början av 1938 tvingades president Miklas motvilligt utse nazisten Arthur Seyss-Inquart till minister, därefter till förbundskansler. Denne vidtog omedelbart förberedelser för anslutning till Tyskland. Anschluss den 13 mars 1938 innebar slutet för austrofascismen.